# ریچارد هالکام
ریچارد هالکام (انگلیسی: Richard Holcomb؛ زاده ۲۱ سپتامبر ۱۹۷۶) متخصص تجارت جنسی و فعال ایدز اهل ایالات متحده آمریکا است.